# Vasile Alexandru
Vasile Alexandru (* 18. Juli 1935 in Bukarest) ist ein ehemaliger rumänischer Fußballspieler. Er absolvierte insgesamt 209 Partien in der höchsten rumänischen Fußballliga, der Divizia A.

## Karriere

### Verein
Vasile Alexandru begann mit dem Fußballspielen in seiner Heimatstadt bei SET Bukarest. Im Jahr 1952 wechselte er zu Dinamo Bukarest. Dort kam er zunächst nur in der zweiten Mannschaft zum Einsatz, die in der Divizia B spielte. Um Spielpraxis in der höchsten Spielklasse, der Divizia A, zu sammeln, wechselte Alexandru für die Saison 1956 zu Dinamo Bacău. Als er nach einem Jahr nach Bukarest zurückkehrte, schaffte Alexandru den Sprung zum Stammspieler. In der Folgezeit konnte er mit Dinamo einmal die rumänische Meisterschaft und einmal den rumänischen Pokal gewinnen.
In der Winterpause der Saison 1962/63 verließ Alexandru Dinamo und schloss sich Dinamo Pitești an, das seinerzeit in der Divizia B spielte. Nach dem unmittelbaren Aufstieg kam er in der Saison 1963/64 allerdings nicht regelmäßig zum Einsatz, so dass er in der Winterpause zum Ligakonkurrenten Știința Cluj wechselte. Dort gewann Alexandru im Jahr 1965 den rumänischen Pokal.
Nachdem Alexandru in der Saison 1966/67 seinen Stammplatz bei Universitatea Cluj (Știința hatte sich im Jahr 1965 umbenannt) verloren hatte, wechselte er zum Lokalrivalen CFR Cluj in die Divizia B. Nach dem Aufstieg im Jahr 1969 beendete er ein Jahr später seine Karriere.

### Nationalmannschaft
Alexandru bestritt zwischen 1958 und 1965 insgesamt acht Spiele für die rumänische Fußballnationalmannschaft, erzielte dabei aber kein Tor. Seinen Einstand gab er am 26. Oktober 1958 gegen Ungarn.

## Erfolge
- Rumänischer Meister: 1962
- Rumänischer Pokalsieger: 1959, 1965